# CIMB Challenge Cup
La CIMB Challenge Cup fue un partido de carácter amistoso entre el combinado de Malasia XI y el F. C. Barcelona que se disputó en Kuala Lumpur, Malasia el 10 de agosto de 2013. El ganador del encuentro fue el F. C. Barcelona por un marcador de 1-3. Este partido fue el último de la gira asiática del equipo culé antes del comienzo de la temporada 2013/14.
| 10 de agosto de 2013, 12:45 | Malasia XI | 1:3 (1:2) | F. C. Barcelona                   | Estadio Nacional Bukit Jalil, Kuala Lumpur                   |                                                              |
|                             | Amri 39'   |           | Cesc 33' · Neymar 43' · Piqué 74' | Asistencia: 65,000 espectadores Árbitro(s): Nafeez Abd Wahab | Asistencia: 65,000 espectadores Árbitro(s): Nafeez Abd Wahab |